# 噻唑磷
噻唑磷（英語：fosthiazate）是一种有机化合物，化学式C9H18NO3PS2，可见于刺山柑等物种。它是一种杀线虫剂。
它可以乙醇、三氯氧磷和2-丁硫醇为原料反应制得。